# 今町インターチェンジ (宮崎県)

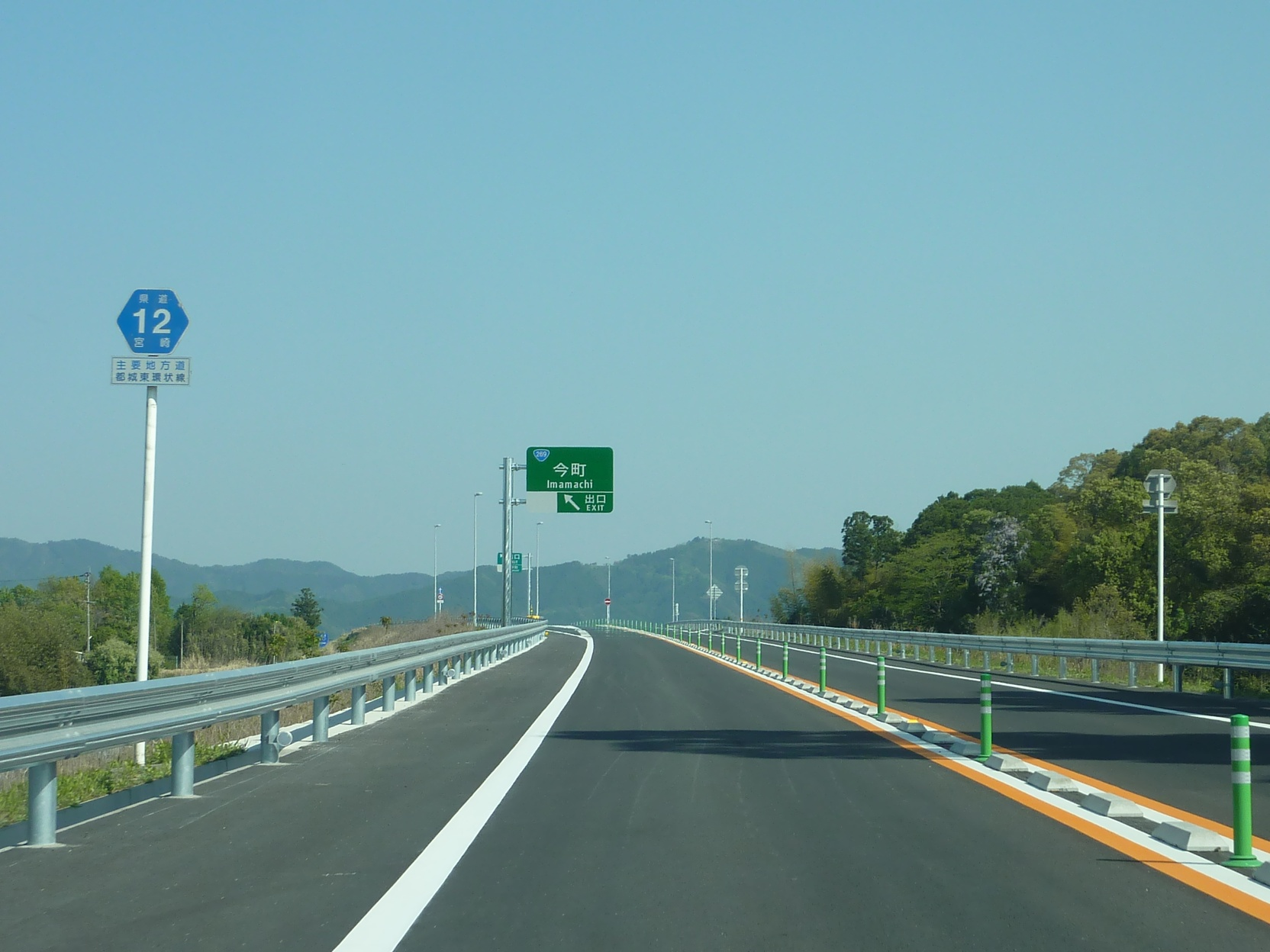
今町IC付近

今町インターチェンジ（いままちインターチェンジ）は、宮崎県都城市今町にある都城志布志道路（都城東環状線）のインターチェンジである。

## 接続する道路
- 国道269号

## 歴史
- 2011年（平成23年）4月19日 : 五十町IC - 梅北IC間開通に伴い供用開始。

## 周辺
- 都城市立今町小学校
- 都城聖ドミニコ学園高等学校
- 今町保育園
- ファミリーマート

## 隣
都城志布志道路（都城東環状線）
五十町IC - 今町IC - 梅北IC